# War Profiteering is Killing Us All
War Profiteering is Killing Us All is het zesde studioalbum van de Amerikaanse punkband The Suicide Machines. Het album werd op 9 augustus 2005 uitgegeven op cd door SideOneDummy Records, en is daarmee het tweede en laatste album dat de band via dit label liet uitgeven. War Profiteering is Killing Us All is het laatste studioalbum dat The Suicide Machines uitbracht, voordat de band in 2006 tijdens een supporttournee voor het album uit elkaar ging.
War Profiteering is Killing Us All is het laatste album waar oorspronkelijk gitarist Dan Lukacinsky op te horen is. Lukacinsky werd in 2009 vervangen door Justin Malek, waardoor zanger Jason Navarro het enige overgebleven oorspronkelijk lid van de band is.
Het album zet de hardcorepunkstijl van het vorige album, A Match and Some Gasoline (2003), voort, met korte en agressieve nummers. Er werd een videoclip gemaakt voor het nummer "War Profiteering is Killing Us All".

## Nummers
Track 14 is een hidden track die enkel te horen is op de Amerikaanse versie van het album, en dus niet op de Japanse versie.
1. "War Profiteering is Killing Us All" - 1:27
2. "Capitalist Suicide" - 1:40
3. "Ghost on Sunset Strip" - 2:14
4. "Junk" - 1:39
5. "17% 18-25" - 1:39
6. "Capsule (AKA Requiem for the Stupid Human Race)" - 1:36
7. "All Systems Fail" - 1:40
8. "Red Flag" - 2:18
9. "Nuclear Generators" - 1:57
10. "Bottomed Out" - 2:38
11. "Rebellion is on the Clearance Rack (And I Think I Like It)" - 1:48
12. "Hands Tied" - 1:56
13. "I Went on Tour for Ten Years…and All I Got Was This Lousy T-Shirt" - 5:59
14. "95% of the World is Third World" - 2:34

## Band
- Jason Navarro - zang
- Dan Lukacinsky - gitaar, achtergrondzang
- Rich Tschirhart - basgitaar, achtergrondzang
- Ryan Vandeberghe - drums